# Ingrid Persdotter
Ingrid Persdotter décède le 28 mars 1524 est une fictive suédoise dont on dit, que elle était une religieuse du couvent de Saint Birgitta à Vadstena. Elle est connue pour avoir écrit des lettres d'amour passionnées à un chevalier nommé Axel Nilsson en 1498, que c'était écrit approximativement 200 années plus tard.
Ingrid est la fille du Maire, Petri (Per) Jönsson, de Vadstena. Elle rentre au couvent et plus précisément à l'Abbaye de Vadstena le 25 octobre 1495. Elle est placée au couvent en raison de son amour pour Axel Nilsson, chevalier et membre de la noblesse suédoise. Le mariage est impossible à cause de leur différence de statut social. Ses lettres d'amour, adressées depuis le couvent en 1498, sont considérées comme l'un des témoignages les plus remarquables du genre stylistique des religieuses suédoises avant l'arrivée de la réforme protestante. Les lettres de Ingrid Persdotter sont les plus anciennes lettres conservées, écrites par une femme suédoise. 
Les érudits ont trouvé la combinaison de l'amour non partagé et de la dévotion mystique dans l'épître d'Ingride, des ressemblances avec les écrits d'Héloïse. 

## Voir également
- Liten Agda et Olof Tyste

## Postérité
Ingrid Persdotter est citée dans l'œuvre The Dinner Party de Judith Chicago.